# Яменец (Житомирская область)
Яменец (укр. Яменець) — село на Украине, находится в Емильчинском районе Житомирской области.
Код КОАТУУ — 1821783206. Население по переписи 2001 года составляет 123 человека. Почтовый индекс — 11213. Телефонный код — 4149. Занимает площадь 0,25 км².

## Адрес местного совета
11213, Житомирская область, Емильчинский р-н, с.Кривотин